# Isaak Major
Isaak Major (Mayor ou Isaac Major, né vers 1576 à Francfort-sur-le-Main et mort en 1630 à Vienne) est un artiste peintre et un graveur allemand.

## Biographie
Né vers 1576 à Francfort-sur-le-Main, Isaac Major est un élève de Roelandt Savery à Prague et de Gillis Sadeler, dont il adopte le style. Il grave des sujets historiques et des vues. Il est mort dans la pauvreté en 1630 à Vienne.

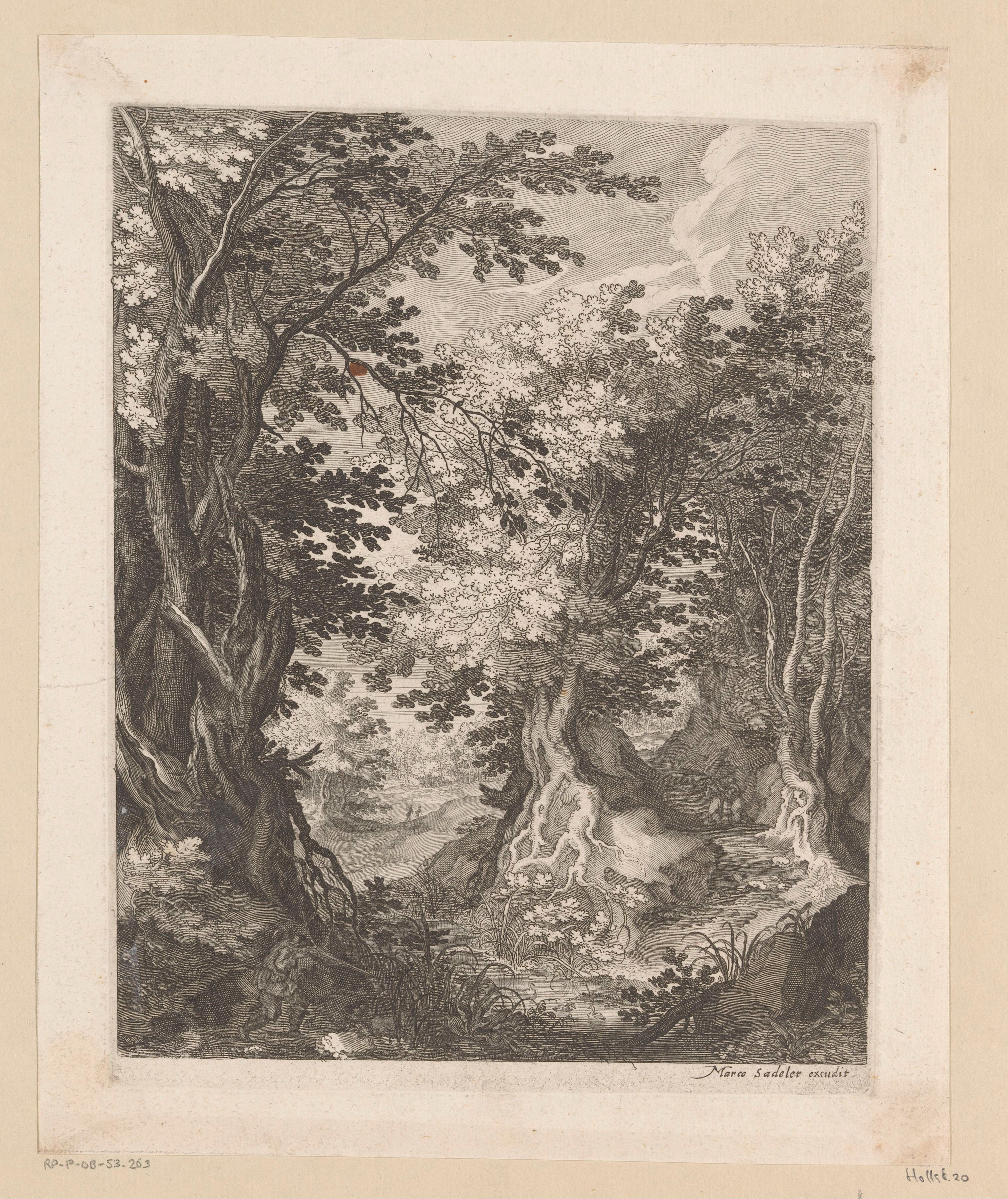
Croisement de routes dans une forêt, tirée de la série Dix paysages (Rijksmuseum Amsterdam).
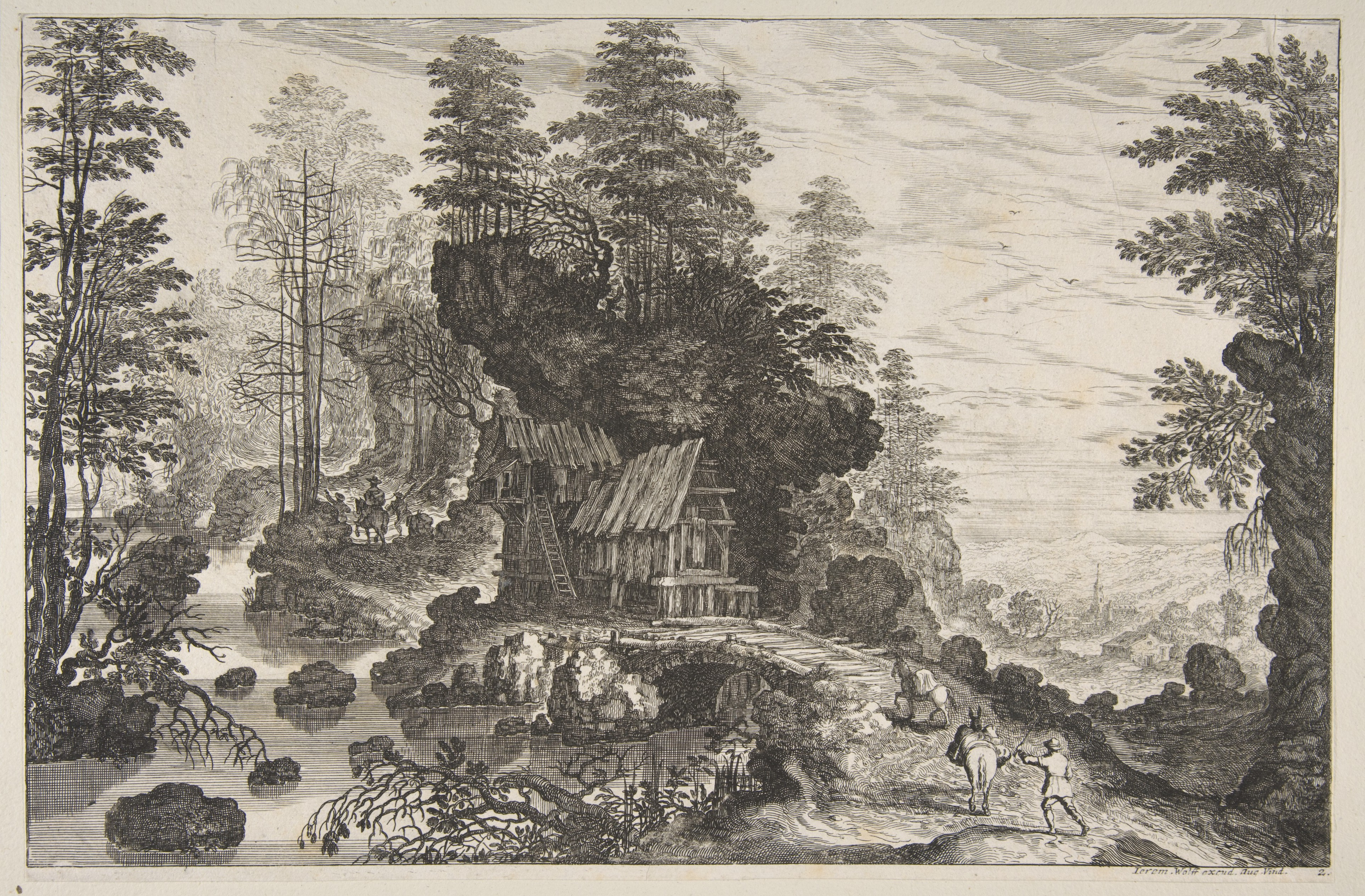
Vue d'une petite maison construite dans la roche (Metropolitan Museum of Art).
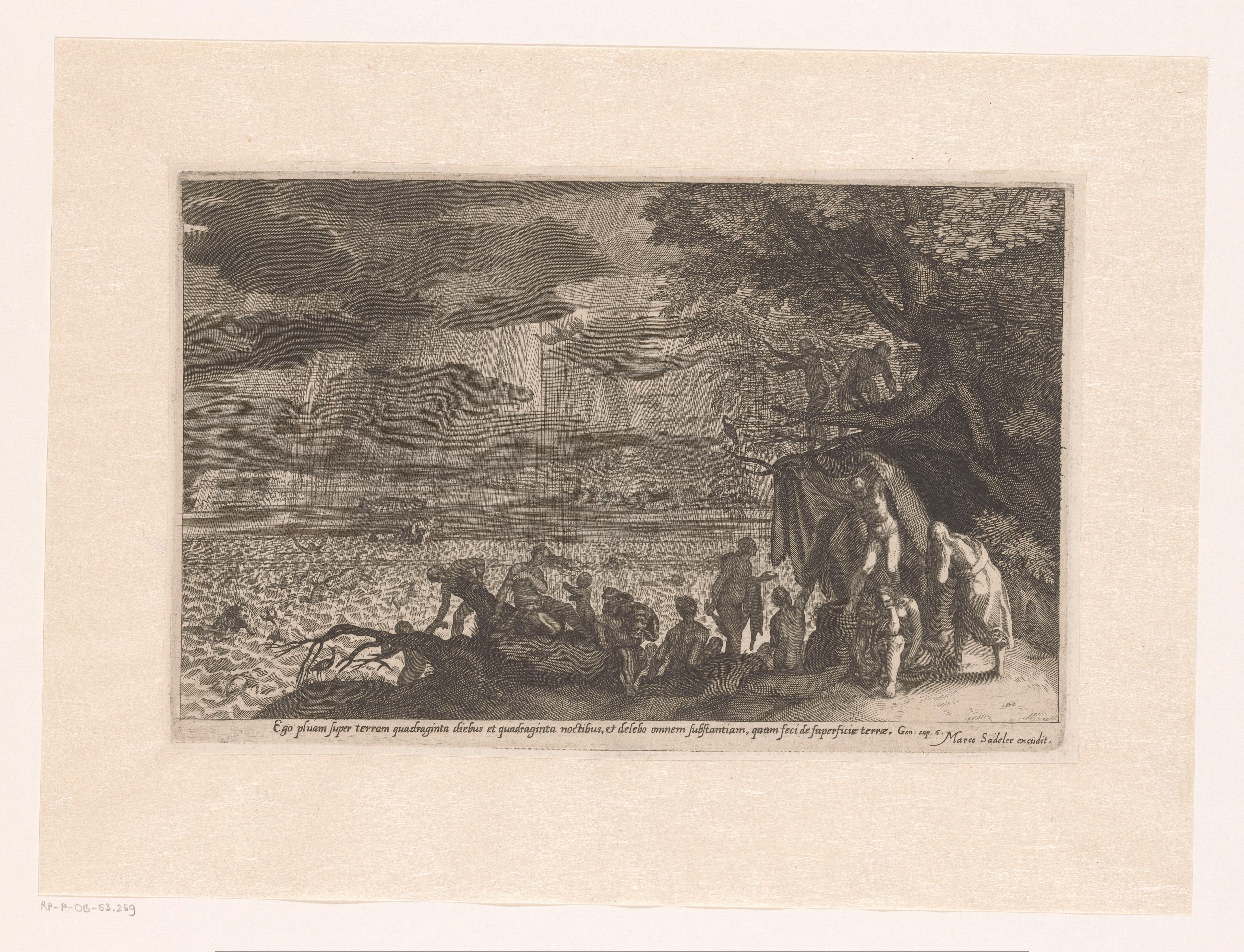
Le Déluge (Rijksmuseum Amsterdam).